# Versicherungsnehmer
Ein Versicherungsnehmer ist die Vertragspartei eines Versicherungsvertrages, die Versicherungsschutz nimmt und den Versicherungsbeitrag schuldet. Vertragspartner ist der Versicherer, der den Versicherungsschutz bietet.

## Rechtsposition des Versicherungsnehmers
Der Versicherungsnehmer kann sowohl eine natürliche wie auch eine juristische Person sein. Der Versicherungsnehmer schließt den Versicherungsvertrag mit dem Versicherer und entscheidet damit mit über den Vertragsinhalt. Bei der Vereinbarung des Vertragsinhaltes sind beide Parteien weitgehend frei, soweit dem nicht gesetzlich, insbesondere durch das Versicherungsvertragsgesetz (Deutschland) Grenzen gezogen sind. In der Realität gibt der Versicherer die Vertragsbestimmungen vor, da die Natur einer Versicherung in dem Risikoausgleich einer Vielzahl gleichartiger Risiken aus dementsprechend auch gleichartigen Verträgen besteht. Demzufolge müssen Versicherer, um diesen Risikoausgleich zu erreichen, alle Verträge zu einem Risiko gleichartig ausgestalten. Nur so sind die Risiken beherrschbar, die versichert werden.
Der Versicherungsnehmer ist
- verpflichtet, den vereinbarten Versicherungsbeitrag zu zahlen
- durch die versicherte Gefahr betroffen (versichertes Interesse)
- regelmäßig die versicherte Person
- berechtigt, die Versicherungsleistungen zu erhalten bzw. begünstigt im Falle der Erbringung gegenüber einem Dritten (zu seinen Gunsten) – so z. B. zur Befreiung von einer Haftpflicht durch Zahlung an einen Geschädigten
- berechtigt, sämtliche im Vertrag vorgesehenen Gestaltungsrechte auszuüben, z. B. die Kündigung auszusprechen, Vertragsänderungen vorzunehmen
- verpflichtet, für die Einhaltung der vertraglichen Obliegenheiten zu sorgen,

soweit der Vertrag nicht ausdrücklich etwas anderes bestimmt.
Die Beitragszahlung durch eine andere Person erfolgt nur im Innenverhältnis zwischen Versicherungsnehmer und Beitragszahler. Der Umstand, dass Beitragszahler und Versicherungsnehmer nicht identisch sind, ist dem Versicherer anzuzeigen.
Es ist unter bestimmten Voraussetzungen auch möglich, Gefahren, denen andere Personen oder deren Gut ausgesetzt sind, zu versichern.
Der Versicherungsnehmer kann auch eine andere Person als Bezugsberechtigten der Leistung bestimmen, oder den Vertrag verpfänden, abtreten (Deutschland) oder beleihen und auch einer anderen Person Gestaltungsrechte aus dem Vertrag, z. B. im Rahmen einer Abtretung, übertragen. Dies wird gegenüber dem Versicherer nur wirksam, wenn der Versicherer darüber vorab informiert wurde.
Der Vertrag kann bestimmen, dass Obliegenheiten auch durch Dritte einzuhalten sind, um den Versicherungsschutz nicht zu gefährden. Insbesondere gilt dies, wenn Gefahren anderer Personen versichert sind.

## Schutz des Versicherungsnehmers
Die Versicherungsbestimmungen definieren das juristisch vorgesehene Leistungsspektrum. Die Versicherungsbestimmungen tragen regelmäßig nicht dem Umstand Rechnung, dass der Versicherer bezüglich der Einschätzung des Risikos gemeinhin einen deutlichen Wissensvorsprung hat. Andererseits wiederum übersieht der Versicherungsnehmer sein eigenes Risiko deutlich besser und vermag sich grundsätzlich zu übervorteilen.
Daher sieht das Versicherungsvertragsrecht Schutzvorschriften für den Versicherer und den Versicherungsnehmer vor. Auch das Versicherungsaufsichtsrecht (Deutschland) trägt zum Schutz der Versicherungsnehmer und anderer vom Vertrag Begünstigter bei. Es soll sicherstellen, dass die oft auf lange Zeit und den Fall von schwerwiegenden Verlusten abgeschlossenen Verträge im Leistungsfall vom Versicherer erfüllt werden können. In den letzten Jahren wurde das sich früher mehr auf den Schutz der Versicherer konzentrierende Recht immer mehr auf den Schutz der Versicherungsnehmer fokussiert, da diese heute als schutzbedürftiger angesehen werden. Zudem ist ein Versicherungsnehmerwechsel (s. folgender Abschnitt) möglich.

## Wechsel des Versicherungsnehmers
Im Versicherungsvertragsrecht wird beim Austausch des Leistungsgläubigers vom Versicherungsnehmerwechsel gesprochen. Der neue Versicherungsnehmer tritt damit vollumfänglich in die Rechte und Pflichten aus dem Vertragsverhältnis ein. Dieser Eintritt gilt steuerlich nicht als Abschluss eines neuen Vertrages.
Die größte Bedeutung hat der Versicherungsnehmerwechsel im Zweitmarkt für Lebensversicherungen, in welchem Ansprüche aus bestehenden Lebensversicherungsverträgen während der Vertragslaufzeit gehandelt werden. Umgangssprachlich wird auch vom Handel mit „Gebrauchtverträgen“ (Second hand-Policen) gesprochen, zur Unterscheidung gegenüber dem Neuabschluss von Verträgen. Die versicherte Person wird dabei nicht ausgetauscht.
Im Bereich der Lebens-/Rentenversicherungen gilt: Der neue Versicherungsnehmer kann die Beiträge, die nach seinem Eintritt fällig werden, nach Maßgabe der für diesen Vertrag geltenden steuerlichen Bestimmungen als Vorsorgeaufwendungen abziehen, auch wenn die restliche Vertragsdauer unter der „steuerlichen“ Frist von 12 Jahren bleibt.
Der Versicherer muss einen Versicherungsnehmerwechsel gegenüber dem Finanzamt anzeigen, weil mit dem Versicherungsnehmerwechsel vermögensrechtliche Werte übertragen werden.